# Pedro Amat
Pedro Amat Fontanals, född 13 juli 1940 i Terrassa, är en spansk före detta landhockeyspelare.
Amat blev olympisk bronsmedaljör i landhockey vid sommarspelen 1960 i Rom.